# Mastershausen
Mastershausen település Németországban, Rajna-vidék-Pfalz tartományban. Lakosainak száma 979 fő (2023. december 31.). Mastershausen Mörsdorf és Bell községekkel határos.

## Népesség
A település népességének változása:
| Lakosok száma | 901  | 979  | 960  | 986  | 1010 | 979  |
|               | 1975 | 2017 | 2019 | 2021 | 2022 | 2023 |